# Pablo de Sarasate
Pablo de Sarasate, celým jménem Pablo Martín Melitón de Sarasate y Navascués (10. března 1844 Pamplona – 20. září 1908 Biarritz) byl španělský houslista a hudební skladatel v období romantismu. Ve své době patřil k nejznámějším houslovým virtuózům, pravidelně vystupoval po celé Evropě, Severní a Jižní Americe. Mezi jeho nejznámější díla patří Cikánské melodie (Zigeunerweisen ), Španělské tance a Carmen Fantasy . 

## Život
Pablo de Sarasate byl synem kapelníka dechovky španělského dělostřelectva. Na veřejnosti poprvé vystoupil v osmi letech jako zázračné dítě. Okouzlil královnu Isabelu II. , která mu věnovala mistrovské housle od Stradivariho. Studoval nejdříve v Madridu, později na Pařížské konzervatoři u Jeana-Delphina Alarda a belgického houslisty Josepha Massarta. Harmonii a skladbu studoval u francouzského skladatele Henriho Rebera. Konzervatoř dokončil v roce 1859. 
Už v patnácti letech začala jeho kariéra houslového virtuóza. Po debutu v Paříži vystupoval v různých městech ve Španělsku, Francii, Belgii, Anglii. V repertoáru měl koncerty pro housle od Beethovena a Mendelsohna i vlastní skladby, v nichž se projevoval vliv španělské lidové hudby. Několik skladeb pro něj napsal francouzský skladatel  Camille Saint-Saëns. Jeho hra vynikala čistotou tónu a působivou lehkostí provedení, svůj nástroj ovládal s dokonalou technikou. V roce 1867 uskutečnil svou první cestu za moře, kde absolvoval dlouhé turné z New Yorku až do Argentiny. Do Paříže se vrátil v roce 1871 a pokračoval v koncertování po Evropě. V roce 1876 poprvé vystoupil ve Vídni, což byl důležitý debut i v německy mluvících zemích, kde si nakonec vybudoval reputaci a kam jezdil každoročně. Několikrát hrál i v českých městech, např. Praha, Plzeň, Teplice, Opava. Kromě sólové kariéry často vystupoval ve smyčcových kvartetech. V letech 1889 a 1890 Sarasate uskutečnil další americké turné a koncertoval i v Jižní Africe a na Blízkém Východě.

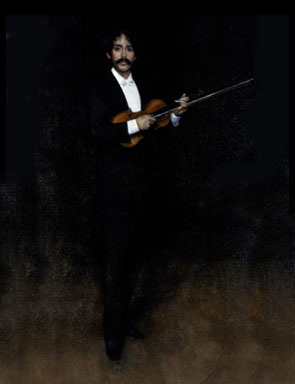
Whistler: Aranžmá v černém (portrét Pabla Sarasteho, 1884)

V roce 1900 si koupil vilu Navarra v Biarritzu, kde odpočíval v přestávkách mezi svými koncerty. Dne 20. září 1908 zde zemřel na chronický zánět průdušek. Nikdy se neoženil. Pohřben byl ve svém rodném městě Pamploně na hřbitově San José. 
V roce 1959 byl v Pamploně vybudován památník Pabla Sarasateho v zábavním parku Media Luna Park. 
Americký malíř James McNeill Whistler vytvořil roku 1884 portrét Pabla de Sarasate nazvaný Arrangement in Black: Pablo de Sarasate. Sarasatemu byla věnována některá hudební díla, např. Španělská symfonie od Édouarda Lalo, Houslový koncert č. 3 a Introduction et Rondo Cappricioso op. 28 od Camilla Saint-Saënse, Skotská fantazie od Maxe Brucha nebo Mazurek pro housle a orchestr e moll op. 49 od Antonína Dvořáka.

## Dílo
Dílo Pabla Sarasate tvoří vesměs brilantní houslové skladby, jejichž účelem bylo nechat vyniknout interpretovu virtuozitu. Jeho vynikající hudbu dodnes s oblibou interpretují největší housloví virtuózové z celého světa. Složil 54 děl, z nichž mnohá byla založena na populárních a lidových melodiích. Mezi nejznámějšími díly patří například Zigeunerweisen (1878), skladba pro dvoje housle s názvem Navarra, anebo Habanera. Jinou známou skladbou je fantazie pro housle a orchestr z roku 1883 na témata z opery Carmen od George Bizeta. Sarasate také pro housle přepsal několik děl jiných skladatelů. Počátkem 20. století realizoval jako jeden z prvních houslových virtuózů několik gramofonových nahrávek.

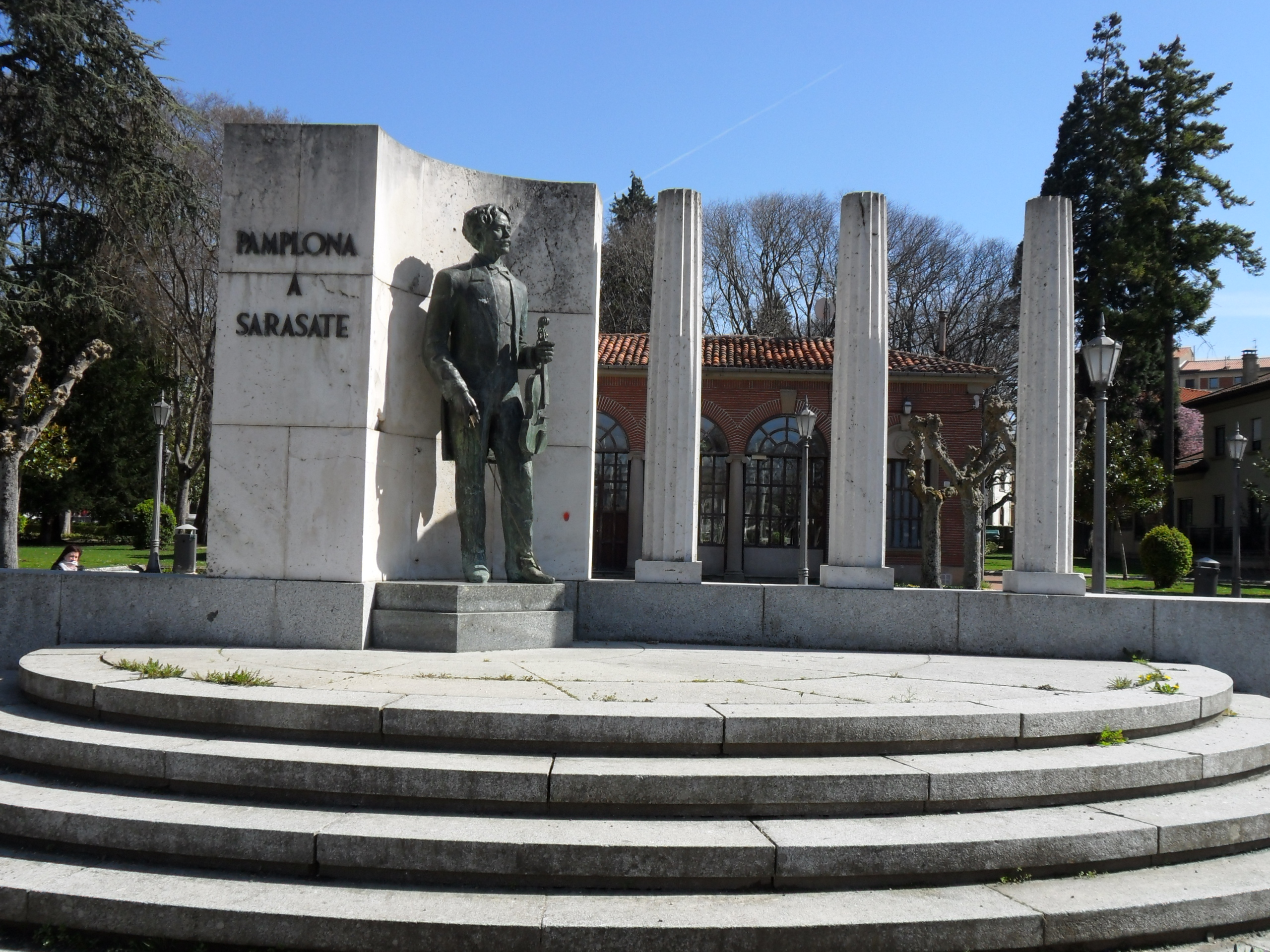
Památník Pabla Sarasateho v Pamploně

Jeho skladby lze rozdělit z hlediska stylu do čtyř hlavních skupin:
- Fantazie a vzpomínky na opery. Pocházejí z let 1864 až 1866 a jsou založeny na skladbách Verdiho, Rossiniho, Gounoda, Bizeta atd.
- Salonní skladby, jako Reverie , op. 4; Souvenir de Domont , op. cit. 8; Sbohem , op. 9 atd. Sarasate tento typ skladeb opustil ve prospěch jiných inspirovaných Španělskem nebo komorním repertoárem, který byl v auditoriích jeho doby převládající.
- Fantazie a melodie založené na populárních evropských dílech romantického stylu a cikánské, ruské a skotské inspiraci.
- Skladby založené na hispánském folklóru. Toto je hlavní zdroj inspirace, a to až do té míry, že se odhaduje, že tvoří polovinu všech jeho skladeb. Používá v nich rozmanité zdroje, mezi hlavní patří andaluský, navarský a aragonský.

## Vyznamenání
Španělské
- Rytíř Řádu Karla III. (1861)
- Komtur Řádu Isabely Katolické (1880)
- Rytíř velkokříže Řádu Isabely Katolické (1886)
- Plaketa Řádu Alfonse XII. (1907)

Zahraniční
- Kříž I. třídy Řádu Fridricha Württemberského, Württemberské království (1882)
- Medaile za zásluhy, Meklenbursko-Schwerin (1882)
- Rytíř Čestné legie, Francouzská republika (1892)
- Důstojník Čestné legie, Francouzská republika (1902)
- Kříž I. třídy Řádu Alberta Saského, Saské království (1893)
- Rytíř Leopoldova řádu, Belgické království (1895)
- Komandér Řádu rumunské koruny Rumunského království (1902)